# جوليان مالو
جوليان مالو (بالألبانية: Julian Malo‏) هو لاعب كرة قدم ألباني في مركز الهجوم، ولد في 2 فبراير 1985 في تيرانا في ألبانيا. لعب مع بارتيزاني تيرانا ونادي تيوتا دورس ونادي كامزا ونادي كوكسي ونادي لاتشي.

## وصلات خارجية
- جوليان مالو على موقع قاعدة بيانات كرة القدم.إي يو (الإنجليزية)
- جوليان مالو على موقع Soccerway.com (الإنجليزية)